# La tira
La tira es una serie de televisión de humor que se emitió desde el 12 de mayo de 2008 hasta 2010 en La Sexta. Primero se emitía de lunes a viernes a las 20:55, y después pasó a emitirse a las 17:50. La tira narraba cuatro historias simultáneas, ambientadas en cuatro decorados independientes y fijos, saltando de una a otra. Cada una de ellas estaba dividida en 4 o 5 sketches de 1 o 2 minutos de duración. Las cuatro historias están protagonizadas por: un matrimonio obligado a convivir en su piso con unos albañiles en una reforma interminable, las conversaciones de cinco madres que se reúnen todos los días en la puerta de un colegio mientras esperan a sus hijos, los anhelos y aspiraciones profesionales de dos cajeras de un supermercado de barrio y los diálogos de dos porteros de una discoteca. Desde el 14 de julio de 2008, se incluyó una nueva historia, protagonizada por los tres tripulantes de una nave espacial. Esta última historia, al igual que la de los porteros, no tiene continuidad, sólo son pequeños sketches aislados.

## Reparto

### Escenas de la reforma
- Iancu (Dritan Biba)
- Ramón Aparicio (Miguel Guardiola)
- Julián Palafox (Javi Coll)
- Irene Vaquero (Kira Miró)

### Escenas del banco del colegio
- Rosa Solano (María Lanau)
- Amparo Ortiz (Raquel Romero)
- Encarna Villar (Carmen Gutiérrez)
- Manuela Domínguez (Elvira Cuadrupani)
- Teresa Verdasco (Pepa Zaragoza)

### Escenas del mercado Economeko
- Don Antonio (Juan Carlos Villanueva)
- Marcelino(Santi Rodríguez)
- Rosario La Chari (María León )
- Yolanda Puente La Yoli (Esther Rivas)
- Manolo (Diego Paris)

### Escenas de la discoteca People's
- Ricardo (Paco Churruca)
- Charly (Fernando Gil)

### Escenas de la nave espacial
- Javier Coronado (Santi Ugalde)
- Laredo (César Camino)
- Alberto Morales (Tomás Pozzi)

### Antiguos personajes
- Ana (Eva González) (Reforma)
- Luis (Raúl Cano) (Reforma)
- Jessica Martínez Jessi (Mariam Hernández) (Economeko)
- Marcelino (Santi Rodríguez) (Economeko)

### Personajes esporádicos
- Manolo Marido Amparo Ortiz
- Salva Marido Manuela Domínguez
- Jorge Marido Rosa Solano
- Julio Marido Teresa Verdasco
- Tomás "El Sosito" Borja García Enríquez
- Sor  Monja que habla Mucho
- Julianín Hijo Julián Palafox
- Genaro Reformas Genaro
- Martín Salas Reformas Genaro
- Artán Reformas Genaro
- Lourdes Mujer Ramon Aparicio
- Vane Rival de la Jessi Interpretado por Laura Río
- Rebe Substitutas Cajeras Jessi
- Fanny Substitutas Cajeras Yoli